# Belisana tambligan
Belisana tambligan är en spindelart som beskrevs av Huber 2005. Belisana tambligan ingår i släktet Belisana och familjen dallerspindlar. Inga underarter finns listade.